# 利利山脈
84°50′S 170°25′W / 84.833°S 170.417°W
利利山脈（英語：Lillie Range）是南極洲的山脈，位於杜費克海岸，從奧拉夫王子山脈一直伸延至羅斯冰架，其中包涵霍爾山、克雷布斯山和梅森山，以奧克蘭大學的地質學教授命名。